# Satul Nou, Cimișlia
Satul Nou este un sat din raionul Cimișlia, Republica Moldova.

## Demografie

### Structura etnică
Structura etnică a localității conform recensământului populației din 2004:
| Grup etnic                                               | Populație | % Procentaj  |
| -------------------------------------------------------- | --------- | ------------ |
| Băștinași declarați Moldoveni Băștinași declarați Români | 2171 6    | 98,64% 0,27% |
| Ruși                                                     | 15        | 0,68%        |
| Ucraineni                                                | 4         | 0,18%        |
| Bulgari                                                  | 3         | 0,14%        |
| Găgăuzi                                                  | 2         | 0,09%        |
| Total                                                    | 2201      |              |

## Administrație și politică
Componența Consiliului local Satul Nou (11 consilieri), ales la 5 noiembrie 2023, este următoarea:
|  | Partid                                        | Consilieri | Componență | Componență | Componență | Componență | Componență |
|  | --------------------------------------------- | ---------- | ---------- | ---------- | ---------- | ---------- | ---------- |
|  | Partidul Acțiune și Solidaritate              | 5          |            |            |            |            |            |
|  | Partidul Dezvoltării și Consolidării Moldovei | 3          |            |            |            |            |            |
|  | Partidul Social Democrat European             | 2          |            |            |            |            |            |
|  | Partidul Democrația Acasă                     | 1          |            |            |            |            |            |